# Acroporium downii
Acroporium downii är en bladmossart som beskrevs av Brotherus 1925. Acroporium downii ingår i släktet Acroporium och familjen Sematophyllaceae. Inga underarter finns listade i Catalogue of Life.